# Festival de Busan 2018
Le Festival international du film de Busan 2018, 23e édition du festival, s'est déroulé du 4 au 13 octobre 2018.

## Déroulement et faits marquants
Ryūichi Sakamoto reçoit le prix Asian Filmmaker of the Year et une rétrospective du réalisateur coréen Lee Jang-ho est présentée. 
Martine Thérouanne et Jean-Marc Thérouanne, fondateurs du Festival international des cinémas d'Asie de Vesoul, reçoivent le Korean Cinema Award. 
Le 12 octobre 2018, le palmarès est dévoilé : le prix du meilleur film revient au film chinois Savage de Cui Si-wei et au film coréen Clean up de Kwon Man-ki . 

## Jury

### New Currents
- Kim Hong-Jun (président du jury), réalisateur
- Jun Kunimura, acteur
- Labina Mitevska, actrice et productrice
- Nashen Moodley, directeur du Festival du film de Sydney
- Nansun Shi, productrice

## Sélection

### En compétition - New Currents
- House of Hummingbird de Kim Bora, Corée du Sud
- His Lost Name de Hirose Nanako, Japon
- Vanishing Days de Zhu Xin, Chine
- Aurora de Bekzat Pirmatov, Kirghizstan
- Savage de Cui Si-wei, Chine
- Second Life de Park Young-ju, Corée du Sud
- House of My Fathers de Suba Sivakumaran, Sri Lanka
- The Red Phallus de Tashi Gyeltshen, Bhoutan et Népal
- Clean up de Kwon Man-ki, Corée du Sud
- Gold Carrier de Touraj Aslani, Iran

### Film d'ouverture
- Beautiful Days de Yoon Jae-ho, Corée du Sud

### Film de clôture
- Master Z: Ip Man Legacy de Yuen Woo-ping, Chine

### Gala Presentation
- First Night Nerves de Stanley Kwan, Hong Kong
- Killing de Shin'ya Tsukamoto, Japon
- Ode to the Goose de Zhang Lu, Chine

### Cinéma coréen aujourd'hui
- Don't Go Too Far de Park Hyunyong
- Nailed de Ha Yoon-jae
- The Snob de Shin Aga et Lee Sang-cheol
- Night Light de Kim Mooyoung
- Pray de Kang Donghun
- Kokdu: A Story of Guardian Angels de Kim Tae-yong
- Heavenly Homecoming to Stars de Cho Sungkyu
- Good Windy Days de Choi Hyunyoung
- Sunset in My Hometown de Lee Joon-ik
- Illang : The Wolf Brigade de Kim Jee-woon
- Along With the Gods : Les 49 Derniers Jours de Kim Yong-hwa
- The Fortress de Hwang Dong-hyeok
- The Spy Gone North de Yoon Jong-bin
- Believer de Lee Hae-young
- The Witch : 1ère partie. Subversion de Park Hoon-jeong
- Stone Skipping de Kim Jeong-sik
- Between the Seasons de Kim Junsik
- Maggie de Yi Okseop
- A Boy and Sungreen de Ahn Ju-young
- Bori de Kim Jinyu
- Sub-zero Wind de Kim Yuri
- Herstory de Min Kyu-dong
- Grass de Hong Sang-soo
- Burning de Lee Chang-dong
- A Duck's Grin de Kim Youngnam
- Youngju de Cha Sungduk
- Our Body de Han Ka-ram

### RétrospectiveLee Jang-ho
- The Man with Three Coffins
- God′s Eye View
- Declaration of Fools
- Children of Darkness Part 1, Young-ae the Songstress
- Widow Dance
- Eoh Wu-dong
- Heavenly Homecoming to Stars
- Good Windy Days

## Palmarès

### Longs métrages
- Prix du meilleur film (ex-æquo) : Savage de Cui Si-wei et Clean up de Kwon Man-ki